# Calvin Jones (Bluesmusiker)
Calvin „Fuzz“ Jones (* 9. Juni 1926 in Greenwood, Mississippi; † 9. August 2010 in Southaven, Mississippi) war ein amerikanischer Bluesmusiker, der Bass spielte.
Jones lernte bereits in jungen Jahren Kontrabass und Violine. Lange Zeit arbeitete er mit Willie „Big Eyes“ Smith zusammen, zuerst beinahe zwei Jahrzehnte in der Band von Muddy Waters; die Zusammenarbeit der beiden Musiker setzte sich in der Legendary Blues Band fort. Auch wenn er als Bassist immer im Hintergrund stand, so ist sein Beitrag zum Chicago Blues nicht zu unterschätzen.
Die Musiker und Musikerinnen, mit denen er aufgetreten ist oder auf deren Alben er zu hören ist, umfassen eine große Bandbreite. Natürlich spielt der Blues eine große Rolle (zum Beispiel mit James Cotton und Otis Spann), aber auch bei der Musical-Produktion Bubbly Black Girl Sheds Her Chameleon Skin von Kirsten Childs war er dabei.
Im Film The Blues Brothers ist er als Musiker in der Szene zu sehen, in der John Lee Hooker auf der Straße ein Konzert gibt.

## Diskographische Hinweise
- Nighthawks: Jacks & Kings, Vols. 1–2 (1978)
- James Cotton: Mighty Long Time (1991)
- Paul Oscher: Alone With The Blues (2004)
- Eartha Kitt: Live from the Cafe Carlyle (2006)
- Otis Spann: Heritage of the Blues/I Wanna Go Home (CD, 2003, Remastered)
- James Reese Europe: James Reese Europe’s 369th U.S. Infantry “Hell Fighters” Band (CD, 1996)
- Wilbur Sweatman: Recorded in New York 1916–1935 (CDs, 2005)
- Senti Toy: How Many Stories Do You Read On My Face? (CD, 2006)[3]